# Tram van Le Havre
De tram van Le Havre is de tram, die door de stad Le Havre in Frankrijk rijdt. In het verleden reed er in Le Havre al eens een tram, van 1894 tot 1951.

## Geschiedenis
De Tramway du Havre reed al eerder in Le Havre, en werd toen in 1894 geopend en door de Compagnie des tramways électriques du Havre geëxploiteerd. Tussen 1947 en 1951 werden enkele lijnen door trolleybussen vervangen, in 1951 werd de laatste tramlijn opgeheven.
Het lijnennet was verspreid over de stad Le Havre en haar voorsteden. De tramlijnen gingen naar het station van Le Havre en het stadhuis. Na de bombardementen van 1944 lag het netwerk tijdelijk stil, maar aan het einde van 1946 werden zeven lijnen heropend.
Het bedrijf maakte gebruik van losse tramwagens.

## Nieuwe tram
Op het symbolische moment 12 december 2012, 12:12 uur, werd het nieuwe tramnet geopend. Het bestaat uit twee lijnen en er rijden lagevloertrams van Alstom, type Citadis 302. De opdrachtgever is de Communauté de l'Agglomération Havraise, die het beheer van de tram aan de Compagnie des Transports de la Porte Océane uitbesteedt, een dochtermaatschappij van Veolia Transdev. De trams rijden grotendeels op een eigen bedding. Het hoge deel van de stad is met het centrum in het lage deel door middel van een lange tramtunnel verbonden tussen de haltes Jenner en Rond-Point. De stelplaats ligt bij het eindpunt Grand Hameau.